# Penha de Águia
Penha de Águia est une montagne de l'île de Madère. Culminant à 590 m d'altitude, elle est située entre les freguesias de Porto da Cruz et de Faial.

## Toponymie
Penha de Águia ou Pena de Águia en portugais signifie « plume d'aigle ».

## Géologie
Penha de Águia est un neck volcanique. Il fait partie d'un complexe volcanique homonyme, unité de Penha de Águia, référencé CVM2, comme deuxième unité du « complexe volcanique moyen » de Madère. C'est un volcan bouclier de type strombolien et hawaïen, en activité au Pliocène et au début du Pléistocène, entre 5,3 et 2,8 millions d'années, avec émission de vastes quantités de lave.